# Nur wenige sind auserwählt
Nur wenige sind auserwählt ist ein US-amerikanischer historischer Liebesfilm aus dem Jahr 1960. Er gibt frei die Liebesgeschichte zwischen Franz Liszt und Carolyne zu Sayn-Wittgenstein wieder.

## Handlung
Die Comtesse Marie d’Agoult hatte einst ihr Leben und ihren guten Ruf in Paris geopfert, um mit dem Starpianisten Franz Liszt und den gemeinsamen Kindern nach Deutschland zu flüchten. Diesen Skandal und weitere Opfer nahm sie gerne in Kauf, denn sie ahnt, dass in ihrer großen Liebe nicht nur der beste Pianist seiner Zeit, sondern auch ein großer Komponist steckt. Er selbst hadert noch mit der Entscheidung und nimmt gerne den Besuch von George Sand und Frédéric Chopin entgegen, die ihm berichten, dass nun Sigismund Thalberg der gefeierte Pariser Pianist sei. Das kann Liszt nicht auf sich sitzen lassen. Entgegen dem Rat seiner Marie reist er nach Paris und konkurriert mit Thalberg. Es wird eine umjubelte Rückkehr. In den Feiern wird er von Prinz Felix von Lichnowsky als Ehrengast eingeladen. Dabei lernt er den russischen Fürsten Nikolaus zu Sayn-Wittgenstein-Berleburg-Ludwigsburg und dessen bezaubernde Ehefrau Carolyne Wittgenstein kennen, die ihn wiederum nach Genf zu einem Benefizkonzert der ungarischen Flutopfer von 1838 einlädt.
Während der Reise hadert Liszt mit sich selbst. Einerseits will er den Wünschen seiner Marie entsprechen und endlich Komponist werden, und andererseits ist seine Liebe zum Piano zu groß, als dass er es einfach aufgeben könnte. Nachdem er vor den Augen Carolynes erneut ein bejubeltes Konzert spielt, bei dem er 15.576 Kronen einspielt, beginnt eine großangelegte Europatournee über Dresden, Berlin und Brüssel, aber zuvor geht er einer Einladung Carolynes nach Moskau nach, wo er vor dem russischen Zaren Nikolaus I. spielt. Anschließend reist er durch Europa und verdient genügend Geld für Marie und die Kinder. Doch Marie interessiert sich nicht für das Geld. Sie will nicht, dass Liszt den einfachen Weg geht. Er soll endlich Komponist werden. Schließlich habe sie auch so viele Opfer für ihn gebracht, da könnte er doch wenigstens eins für sie bringen. Aber Liszt ist es leid, dies immer wieder hören zu müssen. Wütend lässt er Marie zurück und entdeckt während eines Spaziergangs eine Konzertprobe von Richard Wagner. Er ist begeistert. Wagner spielt wie sonst keiner und wie er es noch nie gehört hat.
Liszt nimmt eine Einladung Carolynes in ihre Heimatstadt Kiew an, wo er ein Konzert gibt, bei dem sie allerdings abwesend ist. Er findet sie erst in der Kathedrale vor und entdeckt, dass sie seinen tiefen religiösen Glauben teilt, ganz anders als seine Marie. Sie kommen sich näher, und Liszt gesteht ihr, dass er bei all den Konzerten nie für das Publikum, sondern immer nur für sie spielte. Sie küssen sich, doch unter Tränen wendet sie sich ab. Sie kann der Liebe nicht nachgeben. Schließlich sei sie verheiratet. Stattdessen folgt sie ihm nach Odessa, wo er ein weiteres Konzert gibt. Als er auf der Bühne vor dem schockierten Publikum bekannt gibt, dass er als Pianist aufhöre und dies sein letztes Konzert gewesen sei, findet auch Carolyne den Mut, ihrem Mann zu erzählen, dass sie sich scheiden lassen will. Da Nikolaus nicht will, erpresst sie ihn. Anschließend will sie zum russischen Zaren reisen, um die Scheidung zu vollziehen. Währenddessen soll Liszt nach Weimar ziehen, wo er nicht nur ein Orchester, sondern auch eine Oper vorfinden wird, die ihm für seine Kompositionen nützlich sein werden. Liszt will zwar lieber nach Paris, aber ihr zuliebe lebt und arbeitet er fortan, teilweise gemeinsam mit Hippolyte Chelard, in Weimar und wartet auf ihre Rückkehr aus Russland. Doch sie kommt nicht so schnell wieder. Während des Wiener Oktoberaufstandes von 1848 weilt sie ausgerechnet in Wien. Liszt setzt alle Hebel in Bewegung, um sie aus der Gefahrenzone zu befreien und erfährt, dass sie endlich geschieden ist.
Sie wollen allerdings noch den Segen seiner Mutter. Daher reisen beide nach Frankreich, wo die Mutter ihren Segen gibt und Carolyne auf Marie trifft. Marie hatte einst wie Carolyne alles aufgegeben, nur um mit Franz zusammenleben zu dürfen. Was könnte da Carolyne schon bieten, auch wenn sie all ihre Besitztümer im Zuge der Scheidung für Franz aufgab, um nicht für die nächste Muse geopfert zu werden? Als Marie hört, dass es die anstehende Eheschließung ist, bricht für sie eine Welt zusammen. Sie leben fortan gemeinsam in Weimar, wo Liszt versucht die Musik Wagners einzuspielen. Liszt hilft ihm, als dieser nach dem Dresdner Maiaufstand auf der Flucht ist, wohingegen er mit Lohengrin Wagners neuestes Stück erhält. Derweil muss Carolyne mit der Weigerung des Erzbischofs, der Eheschließung zuzustimmen, eine Absage erhalten. Vielmehr solle sie sich in Zukunft gemeinsam mit Franz nie mehr öffentlich alleine zeigen, um einen weiteren Skandal zu vermeiden. Das ist schließlich zu viel für sie. Sie zieht nach Rom, wo sie fortan nicht nur lebt, sondern beim Papst auch versucht, ihre Scheidung vor der Katholischen Kirche rechtskräftig werden zu lassen, um endlich heiraten zu können.
Nach einer Weile erhält Liszt den Brief seiner geliebten Carolyne aus Rom. Sie hat es geschafft. Endlich steht die Hochzeit an. Er reist ihr nach und gibt am Tage vor der Hochzeit ein Konzert. Noch während er im Jubel der Menge die Nähe zu seiner Carolyne sucht, erhalten beide offiziellen Besuch aus dem Vatikan. Carolynes Bitte nach Scheidung wurde abgelehnt. Man wirft ihr schwerwiegende Vergehen vor. Jemand hat verraten, dass sie einst Nikolaus für die Scheidung erpresste. Carolyne ist zutiefst getroffen, denn sie kann ihren geliebten Franz nun nicht heiraten. In diesem Moment größten Schmerzes erkennt sie Gottes Wille. Sie seien einfach nicht füreinander bestimmt. Während Franz sie überzeugen will, ihre Meinung zu ändern, hat sie es längst akzeptiert und widmet fortan ihr Leben der Kirche und dem Glauben. Auch Liszt tritt nach seiner Rückkehr nach Weimar einem Kloster bei und widmet seine Musik nun Gott.

## Kritik
Bosley Crowther von der New York Times meinte, der Film sei zwei Stunden lange „herrliche und spannende Harmonien, virtuoses Klavierspiel und sinfonische Gesangsuntermalung“, die „brillant und wunderschön“ vorgetragen werden. So „elegant“ die Musik allerdings auch sei, so „gewaltsam [...], detailliert und am Ende auch quälend“ seien die großen biografischen Episoden. Denn die Einstellungen, die Gefühle, die großartigen Kostüme und hervorragenden Darsteller, das sei einfach zu viel des Guten. Man bekomme einfach nicht alles mit.
Das Lexikon des internationalen Films meinte: „Ein aufwendiges, schön fotografiertes und prunkvoll ausgestattetes Künstlermelodram, das den historischen Stoff nach bewährter Hollywood-Manier zu gepflegtem Schwulst verarbeitet“

## Hintergrund
Die Idee, einen Film über Franz Liszt zu drehen, kursierte fast 16 Jahre lang in Hollywood. Bereits 1952 engagierte Columbia Pictures den Drehbuchautor Oscar Saul und den Regisseur William Dieterle für das Filmprojekt. Nachdem dies gescheitert war, wurde Gottfried Reinhardt engagiert, ein neues Drehbuch zu schreiben. Doch erst als sich der Produzent Goetz dem Projekt annahm und Millard als Drehbuchautor engagierte, konnte das Projekt verfilmt werden. Morris Stoloff wurde für die musikalische Leitung engagiert. Er konnte den Pianisten Jorge Bolet für die Klavierszenen verpflichten. Der Gesang stammt vom Roger Wagner Chorale und die Orchestrierung vom Los Angeles Philharmonic.
Regisseur Charles Vidor verstarb plötzlich am 4. Juni 1959 während der Dreharbeiten in Wien an einem Herzinfarkt. Der Film war gerade einmal zu etwa 15 Prozent fertiggestellt. Sein Freund George Cukor übernahm, nur unter der Bedingung, anonym bleiben zu dürfen, die restliche Regie. Er ließ das Drehbuch, welches viele als peinlich und dumm empfanden, von Walter Bernstein überarbeiten und ersetzte den Kameramann Howe durch Charles Lang.
Der Film feierte am 11. August 1960 in New York City seine Weltpremiere. In Kanada und den USA spielte er etwas mehr als 1,5 Mio. US-Dollar ein. In der Bundesrepublik Deutschland startete er am 21. Oktober 1960 in den Kinos. Nach einer deutschsprachigen VHS-Veröffentlichung kam der Film am 16. Oktober 2015 bei Winkler Film als DVD heraus.

## Auszeichnungen (Auswahl)
Oscarverleihung 1961
- Beste Filmmusik: für Morris Stoloff und Harry Sukman

Golden Globe Awards 1961
- Bester Film – Komödie oder Musical
- Bester Hauptdarsteller – Komödie oder Musical: Nominierung für Dirk Bogarde
- Beste Hauptdarstellerin – Komödie oder Musical: Nominierung für Capucine